# Wołkowo (rejon konyszowski)
Wołkowo (ros. Волково) – wieś (ros. село, trb. sieło) w zachodniej Rosji, w sielsowiecie wablinskim rejonu konyszowskiego w obwodzie kurskim.

## Geografia
Miejscowość położona jest nad Wablą (dopływ rzeki Prutiszcze w dorzeczu Sejmu), 21 km od centrum administracyjnego sielsowietu (Wabla), 37 km na północny zachód od centrum administracyjnego rejonu (Konyszowka), 54,5 km na północny zachód od Kurska.
W miejscowości znajduje się 71 posesji.
Klimat
Miejscowość, jak i cały rejon, znajduje się w strefie klimatu kontynentalnego z łagodnym ciepłym latem i równomiernie rozłożonymi opadami rocznymi (Dfb w klasyfikacji klimatów Köppena).

## Demografia
W 2010 r. miejscowość zamieszkiwało 86 osób.